# Gorzelnia w Bełdowie
Gorzelnia w Bełdowie – gorzelnia wybudowana w 1906 r. w sąsiedztwie zabytkowego zespołu dworsko-parkowego w Bełdowie, w powiecie zgierskim, w województwie łódzkim.

## Historia miejsca
W XVII w. na terenie majątku Bełdów znajdował się browar, który prawdopodobnie został zmieniony w gorzelnię (1856). W 1881 r. wybudowano wśród zabudowań folwarcznych murowaną gorzelnię, która była użytkowana do 1906 r. Gorzelnia wraz z całym majątkiem Bełdów stanowiła własność rodziny Wężyków.    

## Obecna gorzelnia
W 1906 r. ukończono budowę obecnie istniejącego budynku gorzelni i przeniesiono tam produkcję. Jest to budynek murowany, jednopiętrowy, kryty papą, wyposażony w komin z cegły. Budowa nowej gorzelni wiązała się z pełną modernizacją produkcji. Gorszej jakości produkty rolne oraz produkty uboczne pobliskiego młyna trafiały do gorzelni i stanowiły surowiec do wyrobu okowity oraz paszy dla zwierząt (produkt uboczny).Budynek ulegał w kolejnych latach przebudowom. W okresie powojennym gorzelnia została upaństwowiona i działała pod zarządem PGR w Sarnowie. W 1974 r.  jej stan zachowania oceniono jako dobry. W 2005 r. była wciąż czynna i stanowiła własność prywatną.
W 2025 r. gorzelnia jest nieczynna i niezagospodarowana. Zachowały się elementy wyposażenia, m.in. maszyna parowa, pompa wodna, koło zamachowe, tłoki i pozostałości pasów transmisyjnych.

## Galeria

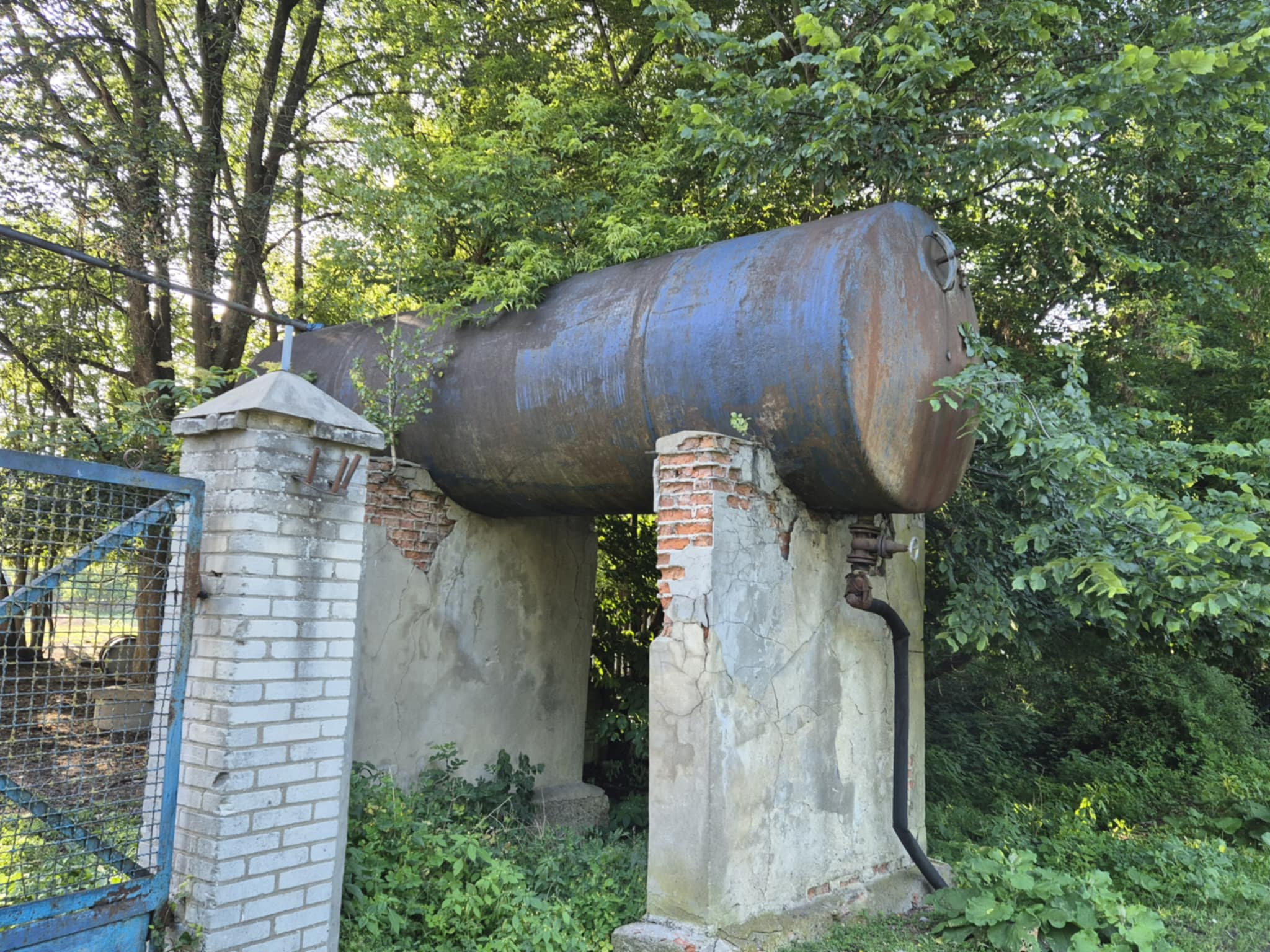
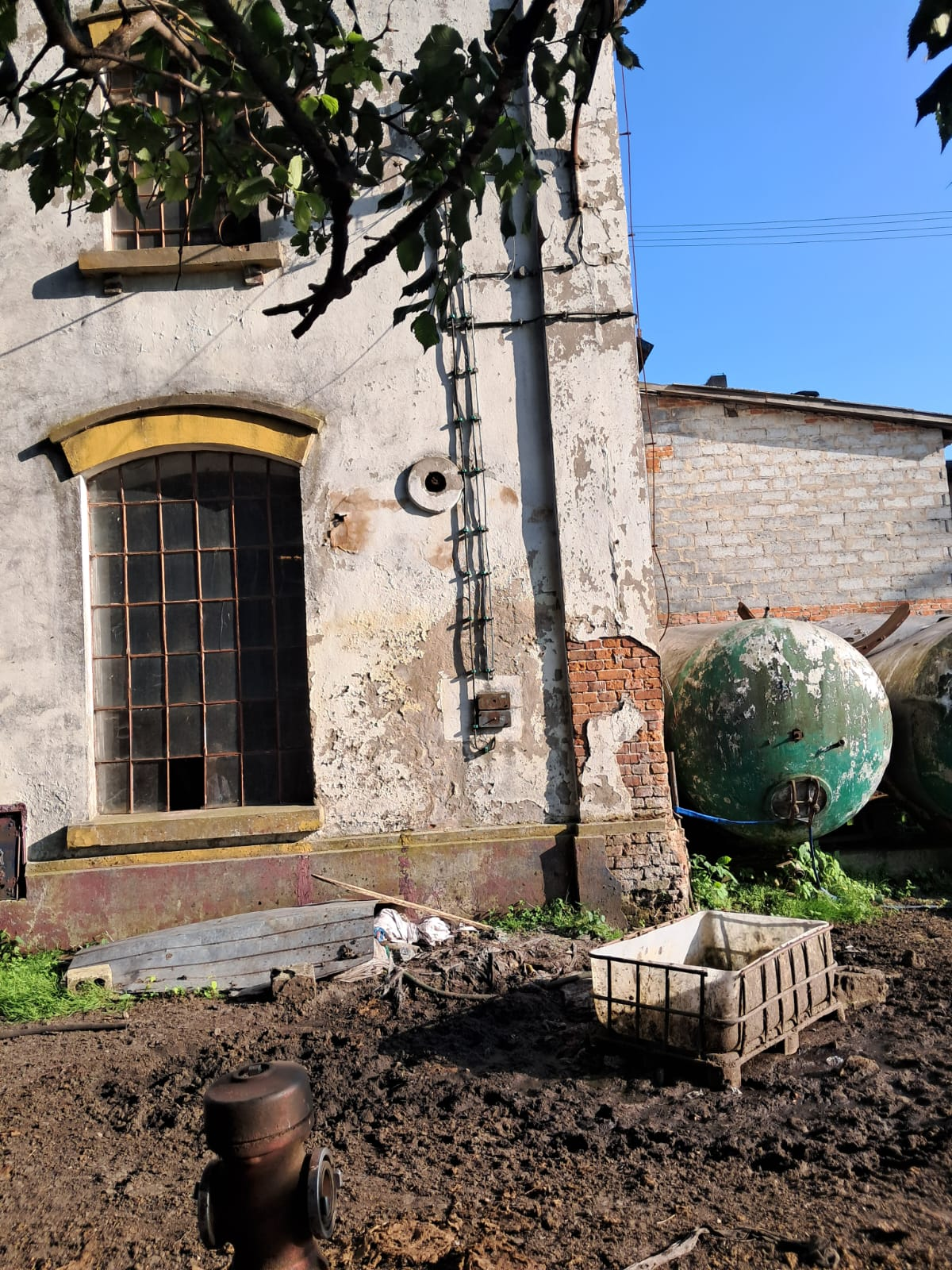
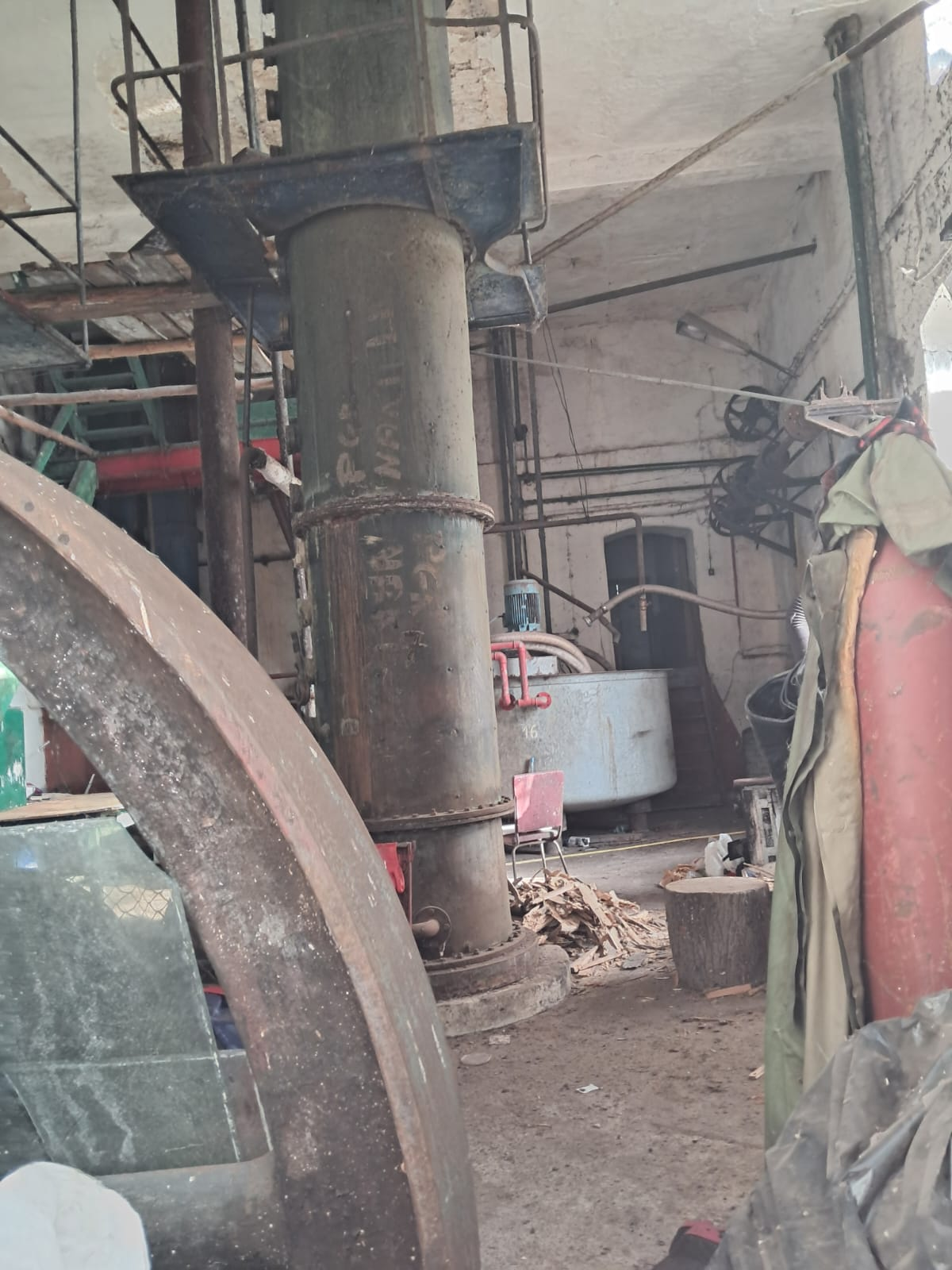
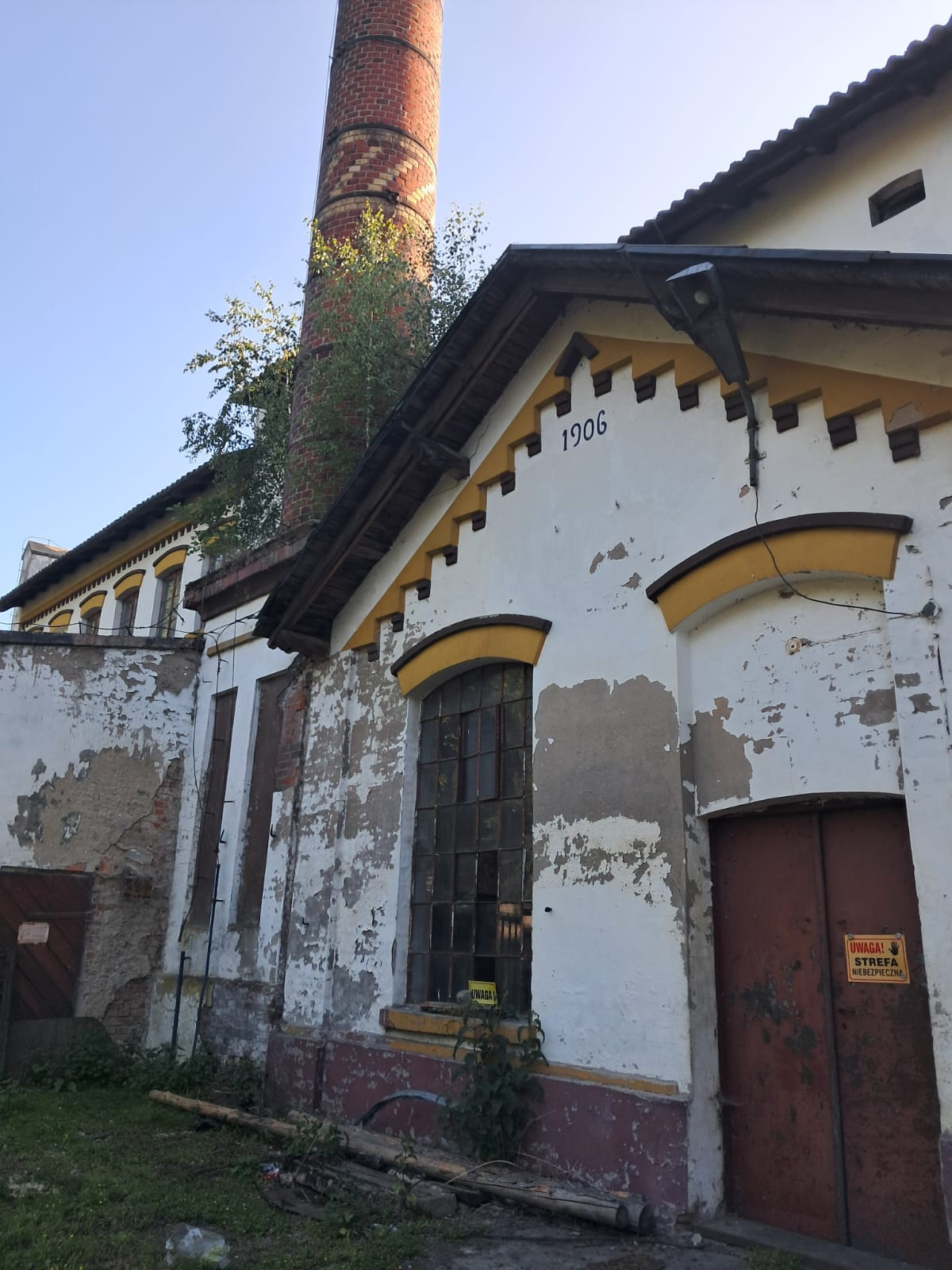
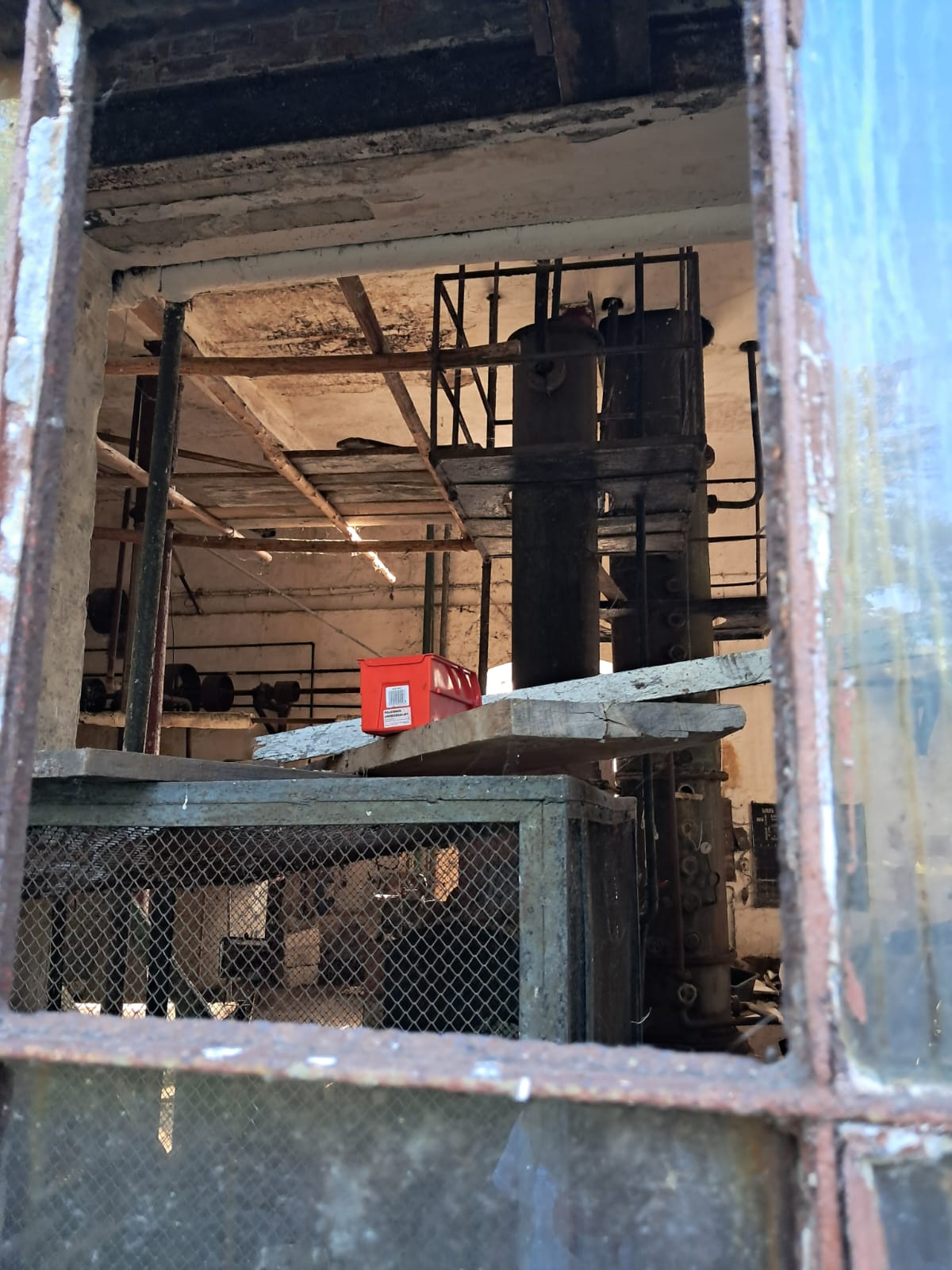
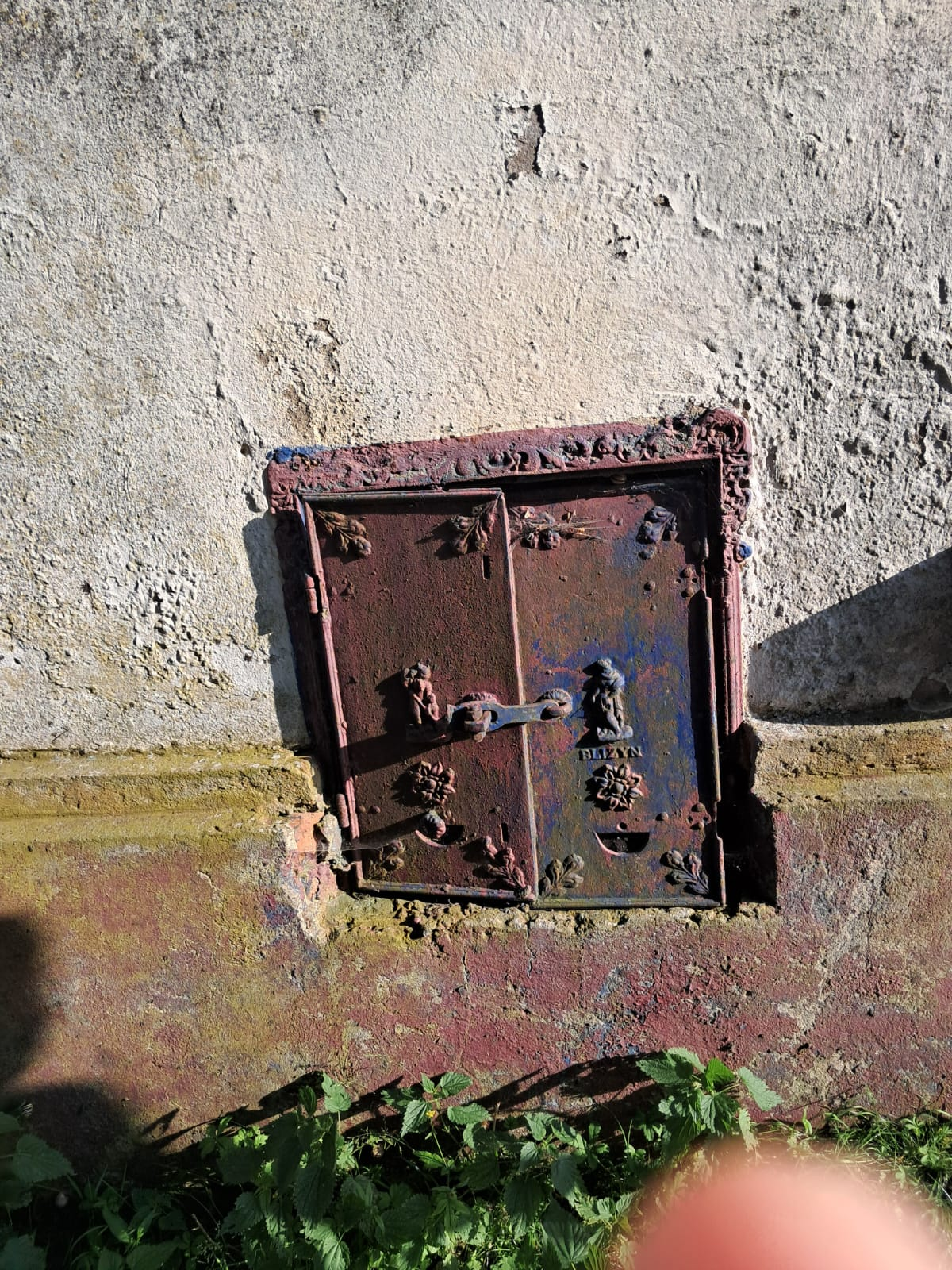